# Port lotniczy Boma
Port lotniczy Boma – port lotniczy zlokalizowany w Bomie, w Demokratycznej Republice Konga.